# Прошуто

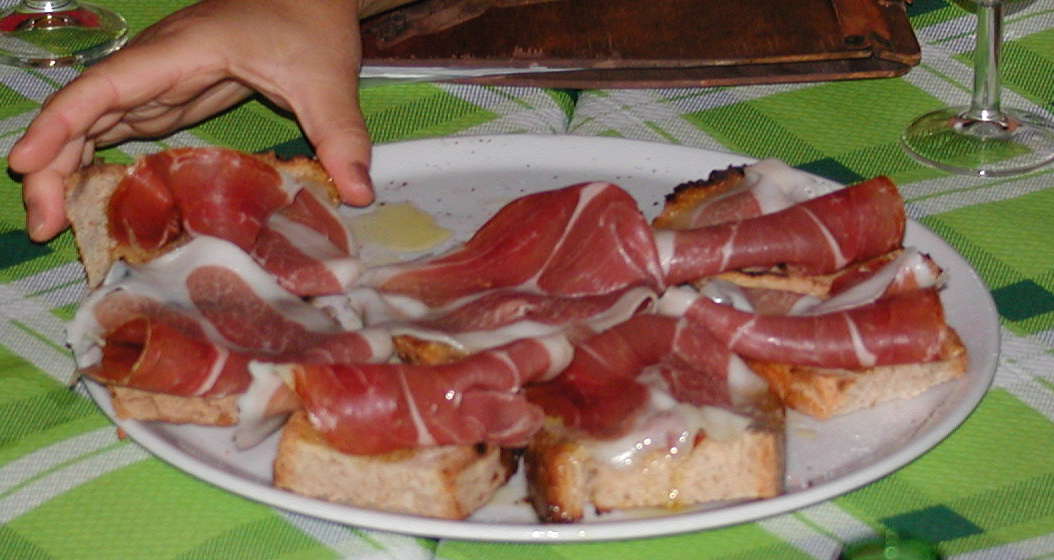
Брускети з прошуто.

Прошу́то (італ. prosciutto — «окіст») — італійська шинка, зроблена з окосту, натерта сіллю й прянощами.
Окіст найвищої якості. Для нього спеціально вирощують свиней, відгодовуючи каштанами. На околицях Парми їх годують сироваткою, що залишається від виробництва сиру пармезан. Задні ноги свині спочатку проходять сухе засолювання, потім їх в'ялять не менш ніж десять місяців. М'ясо після цього виходить тверде, сухе, із чудовим ароматом. Прошуто не потрібно обробляти термічно, оскільки він тоді стає сухим і твердим. Блідо-рожеві, ледь блискучі тонкі скибочки прошуто додають у страви наприкінці готування, а найчастіше нарізають тонесенькими скибочками й подають на стіл з динею або інжиром або приправляють супи і юшки невеликою кількістю прошуто.
Прошуто роблять у декількох місцевостях Італії. Найкращими з них вважаються пармська шинка (прошуто ді Парма), а також прошуто з Сан Даніеле.